# البركة (عجلون)
البركة منطقة سكنية تقع في لواء قصبة عجلون، محافظة عجلون في الأردن. تنتمي المنطقة لقضاء كفرنجة الذي يضم 10 مناطق. يقدر عدد سكانها بـ 183 نسمة حسب إحصاء 2015.

## الوصلات الخارجية
- دائرة الاحصاءات العامة